# Ясновский, Фёдор Иванович
Фёдор Иванович Ясновский (23 апреля [5 мая] 1833, Игумен, Минская губерния — 1902, Москва) — русский художник-пейзажист, мастер акварели, академик Императорской Академии художеств.

## Биография
Родился 23 апреля (5 мая) 1833 года в Игумене Минской губернии.
Учился в московской Второй рисовальной школе (будущей «Строгановской академии»), по окончании которой был в ней оставлен преподавателем, оставаясь в этой должности около 40 лет, до 1892 года.
В 1854 году Ясновский был представлен к званию неклассного художника пейзажной живописи. В 1858 году получил от Академии художеств звание «назначенного» в академики. В 1860 году стал Академиком акварельной орнаментной живописи.
Выставлялся на первой выставке Товарищества передвижных выставок.
Умер 12 (25) июля 1902 года в Москве. Похоронен на Ваганьковском кладбище; могила утрачена.

## Труды
Писал в основном пейзажи Москвы и её окрестностей. Его работы в большом количестве приобретались П. М. Третьяковым и К. Т. Солдатенковым.
Работы Ясновского имеются в Третьяковской галерее («Кладбище в Мазилове под Москвой» из коллекции С. М. Третьякова), Русском музее, музеях Ставрополя, Минска и других городов.

## Галерея

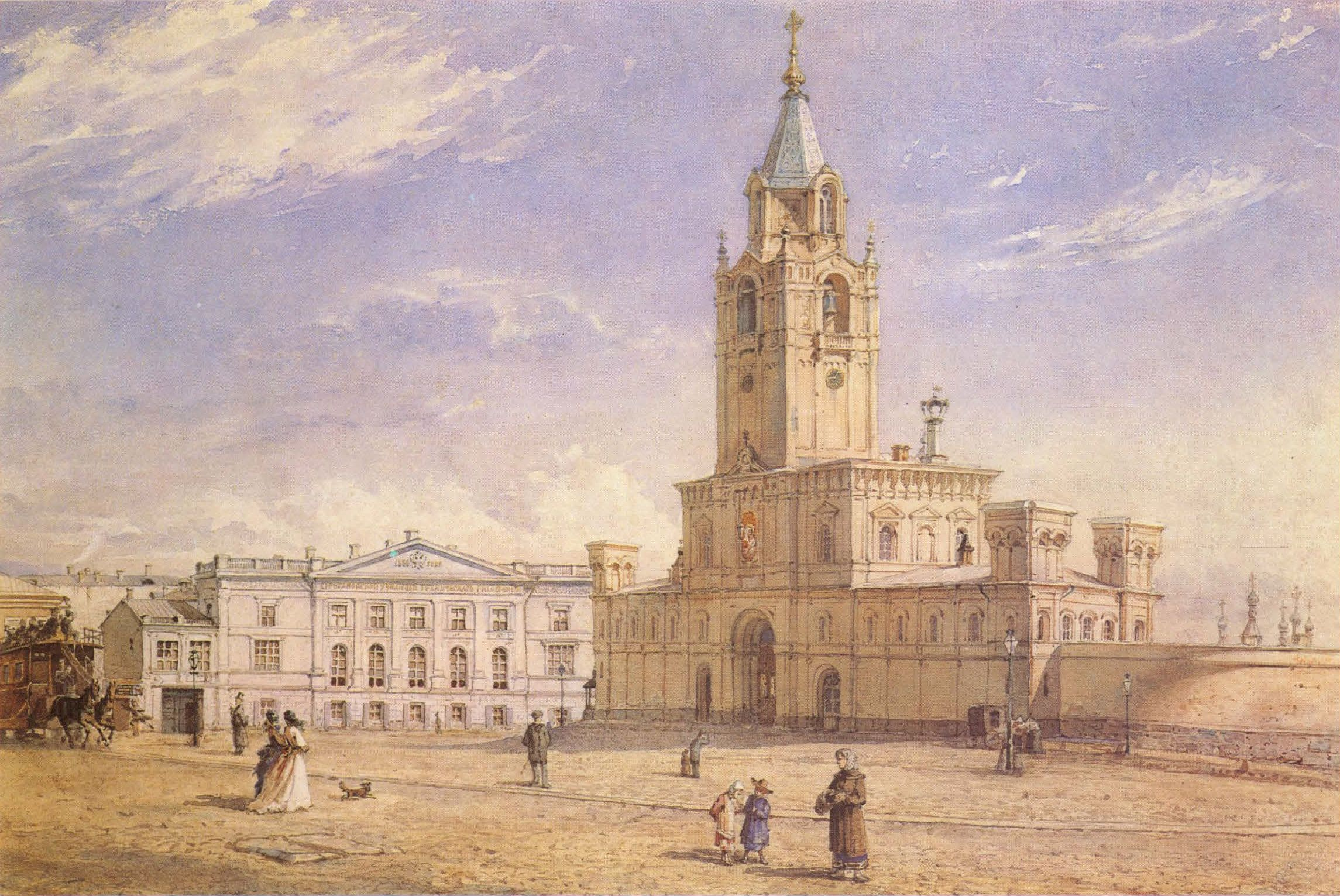
Страстной монастырь
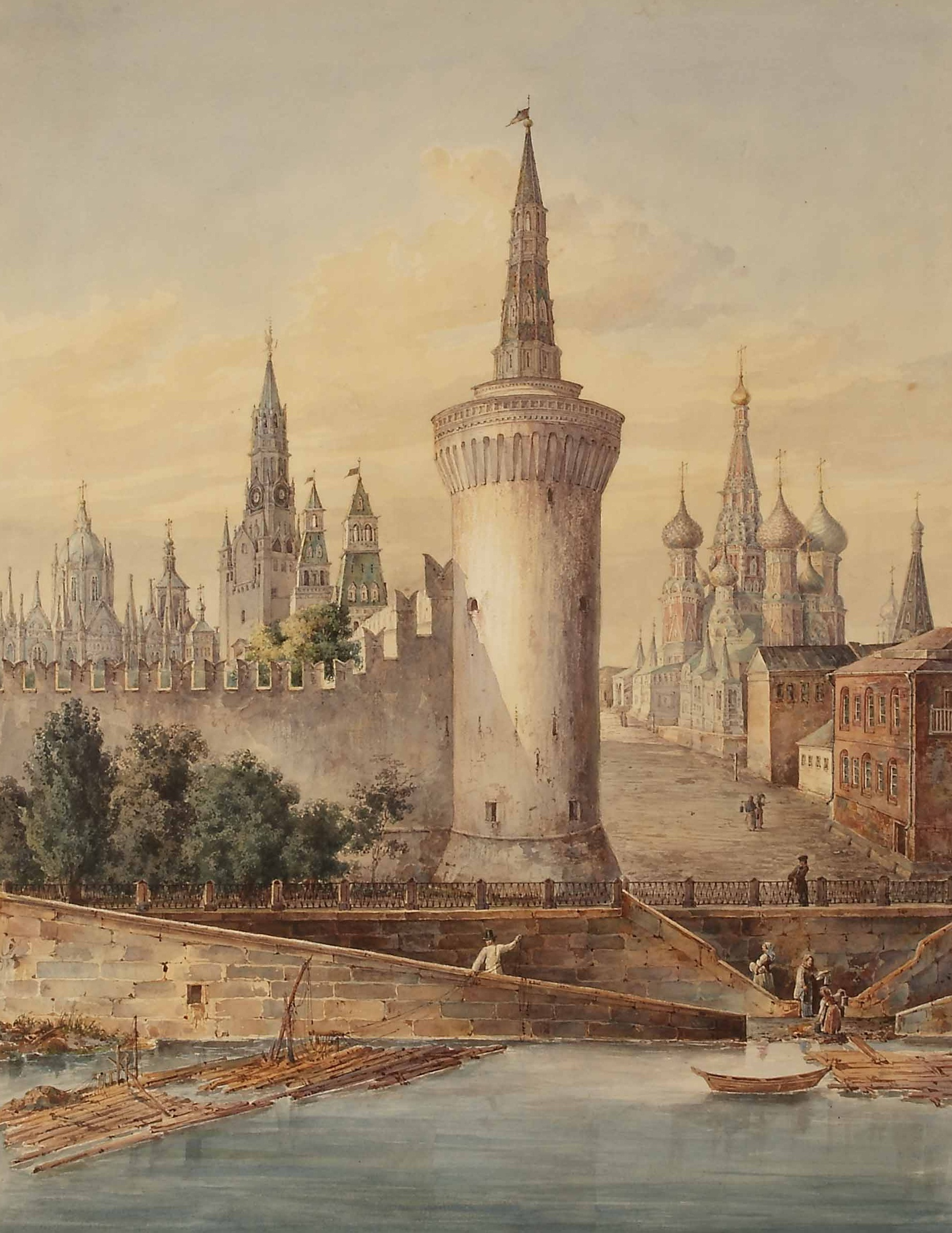
Вид Кремля из-за Москвы-реки у Москворецкой башни. 1850
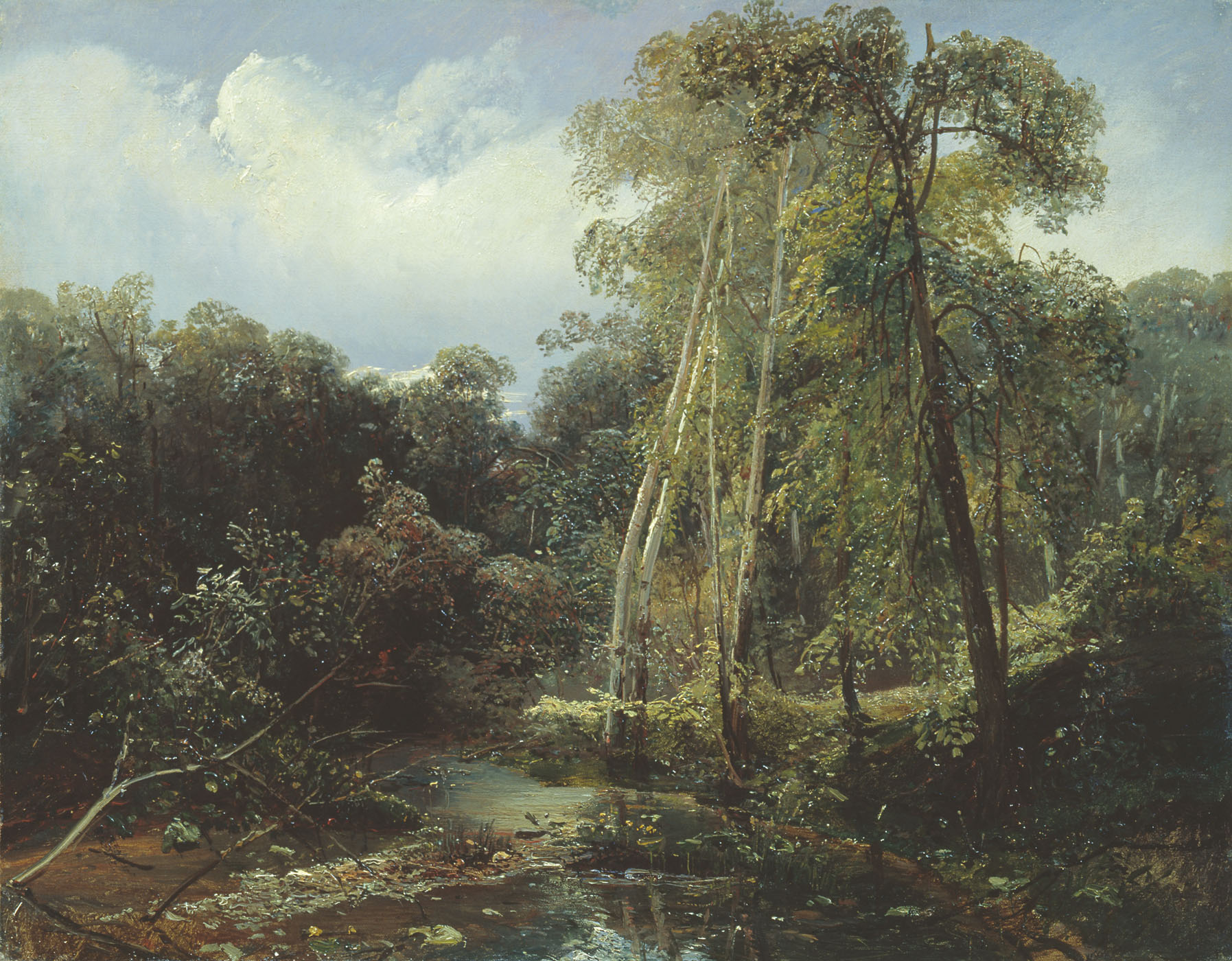
В окрестностях Кунцева
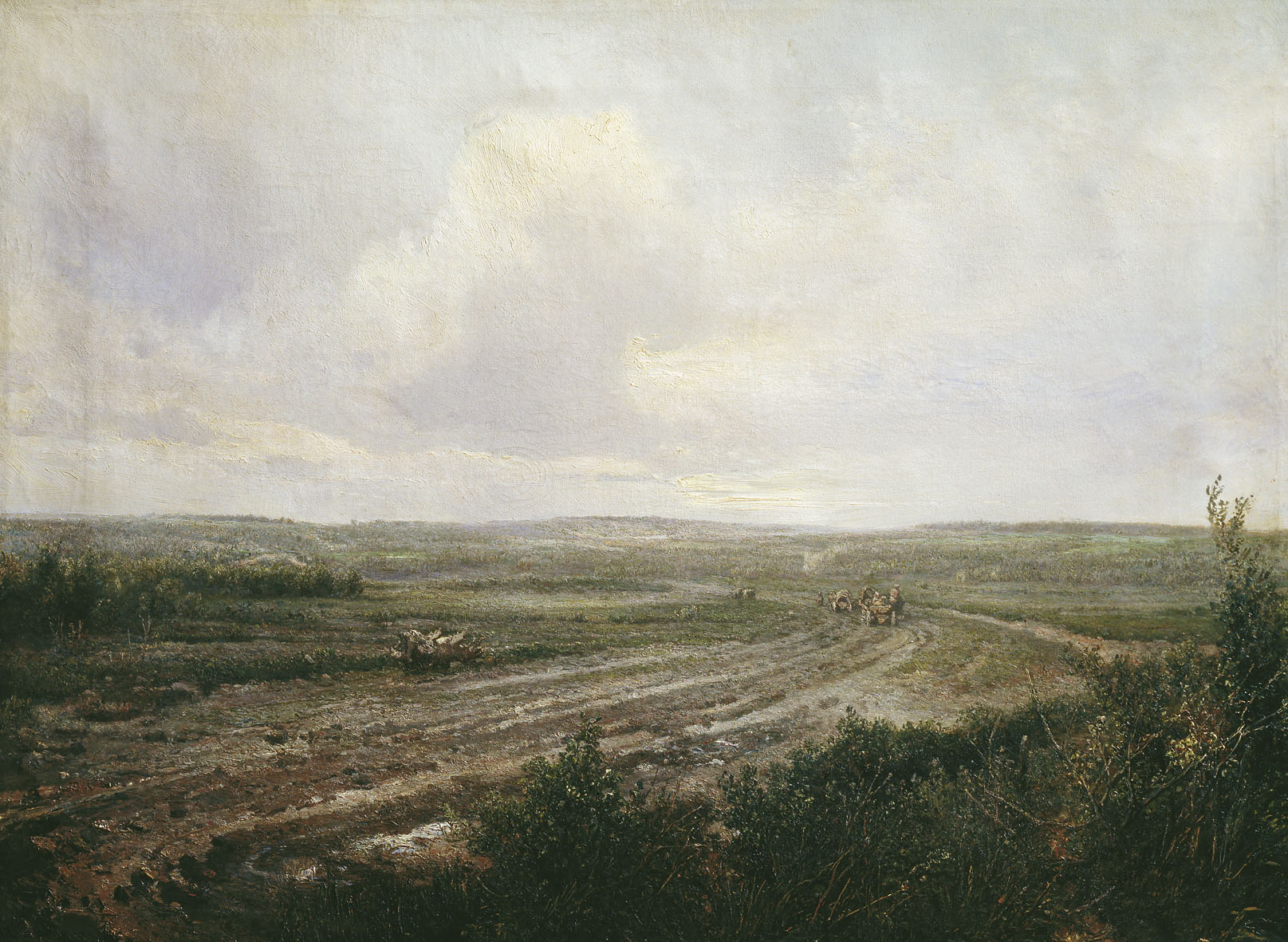
Пасмурный день
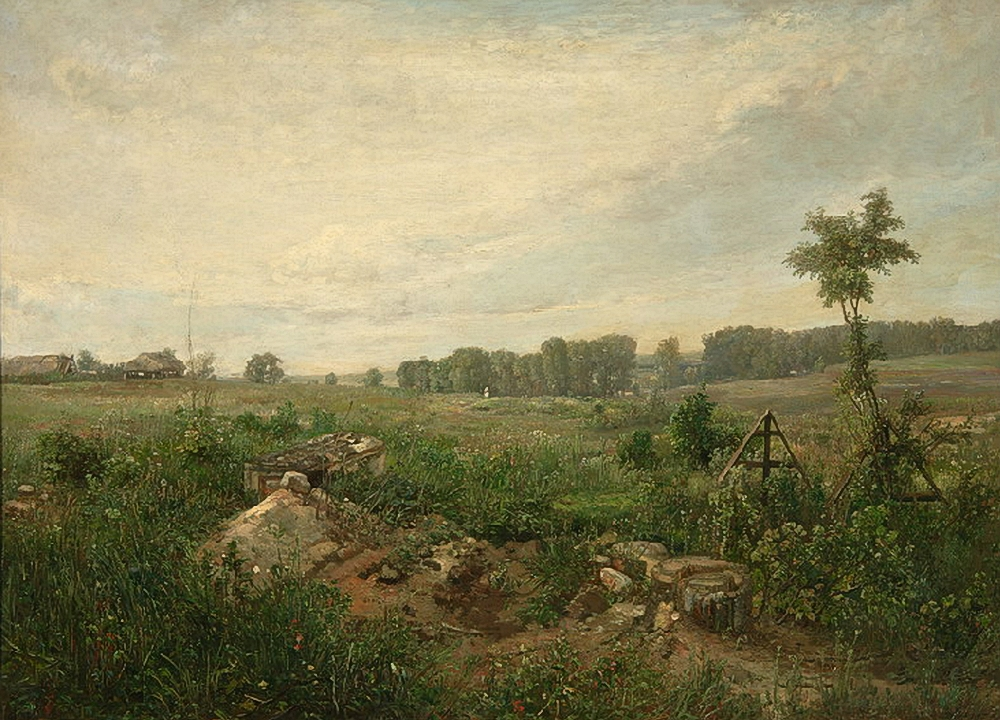
Кладбище в Мазилове под Москвой
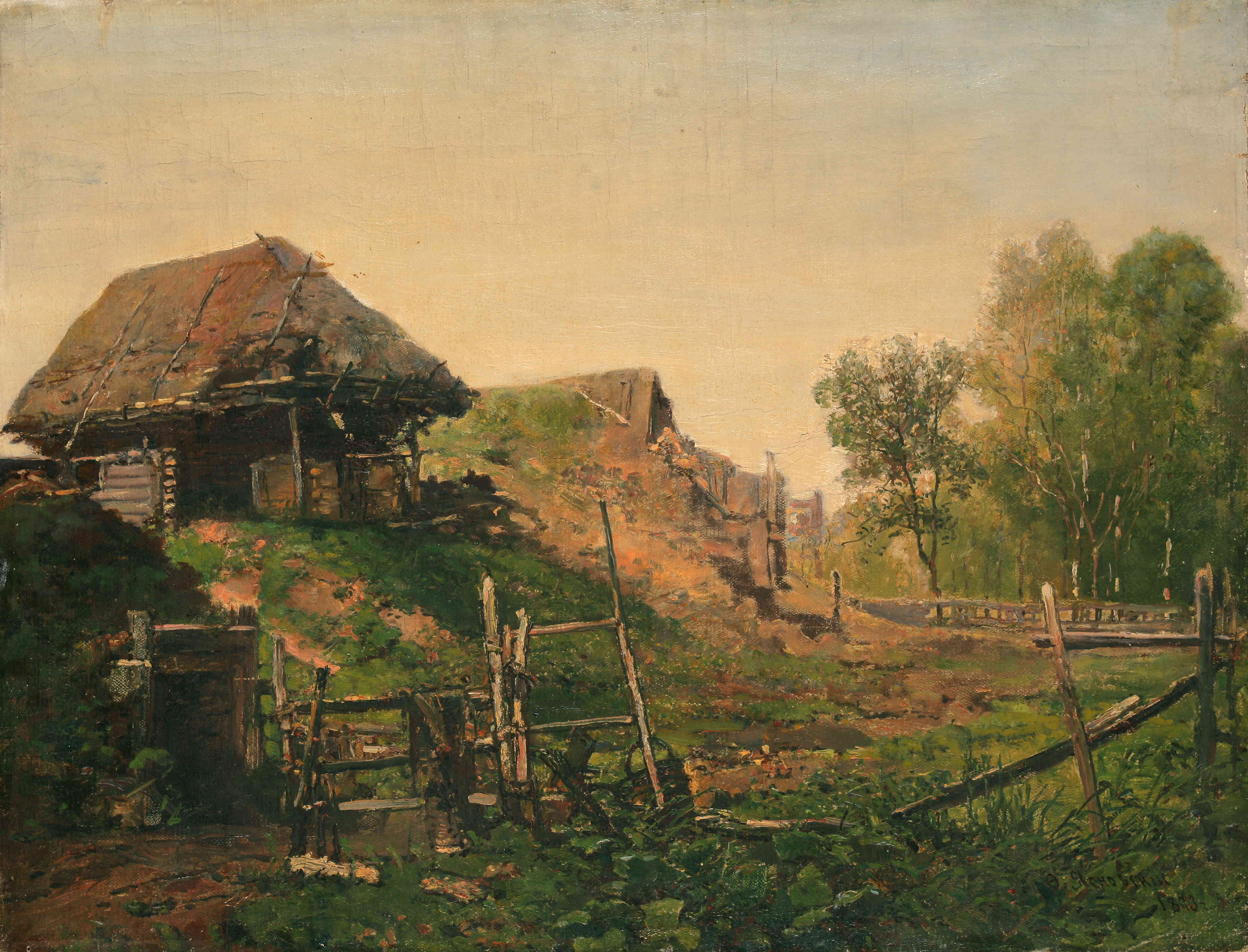
Летний день. 1873